# Anthophora cinerithoracis
Anthophora cinerithoracis là một loài Hymenoptera trong họ Apidae. Loài này được Wu mô tả khoa học năm 1982.